# Hengill
Le Hengill est un volcan situé dans le Sud-Ouest de l'Islande. Il est proche de la capitale dans une zone propice à l'exploitation de la géothermie.

## Géographie
Le Hengill culmine à 803 m et il est situé à moins de 30 km à l'est de l'agglomération de Reykjavik et à 10 km au sud-ouest du lac de Þingvellir.
La proximité de la capitale et la desserte par la route principale de l'île (no 1) en rendent l'accès relativement aisé via des sentiers aménagés, mais les abords des sources chaudes présentent des risques pour les randonneurs.

## Géologie
Le système volcanique du Hengill a une longueur d'environ 60 km pour plus de 10 km de large. Il est constitué d'une série de fissures, orientées du sud-ouest au nord-est dont le volcan est le centre. Il n'y a pas de caldeira. 
Des champs de lave se sont formés durant les premières années de l'Holocène sur la partie sud-ouest des fissures, tandis que le nord-est est caractérisé par des failles tectoniques sans éruptions associées. Le mouvement lié au rift est en moyenne horizontalement de 1 mm/an et verticalement de 3 mm/an, avec des élargissements brusques qui peuvent atteindre plusieurs mètres. 
Le type de magma dominant est le basalte tholéitique avec des occurrences d'andésite et de rhyolite. Quatre petits champs de lave sont de la picrite. Un, dont le volume est estimé à 3 km3, est constitué d'olivine tholéitique. 
Avec une date de dernière éruption estimée à environ 100 apr. J.-C., le volcan est considéré comme actif. Cela se manifeste par plusieurs sources chaudes et des échappements de vapeur.
Le volcan et la partie sud-ouest de son système sont le deuxième plus important site géothermal à haute température du pays. Il est exploité par les centrales électriques de Nesjavellir et Hellisheiði. La petite ville de Hveragerði, à proximité, est célèbre pour ses serres, chauffées par l'eau chaude provenant du volcan.
La sismicité est peu marquée et a surtout pour origine les réinjections d'eau après exploitation géothermique.

## Dans la culture
Certains contes folkloriques et des sagas parlent du volcan[précision nécessaire].

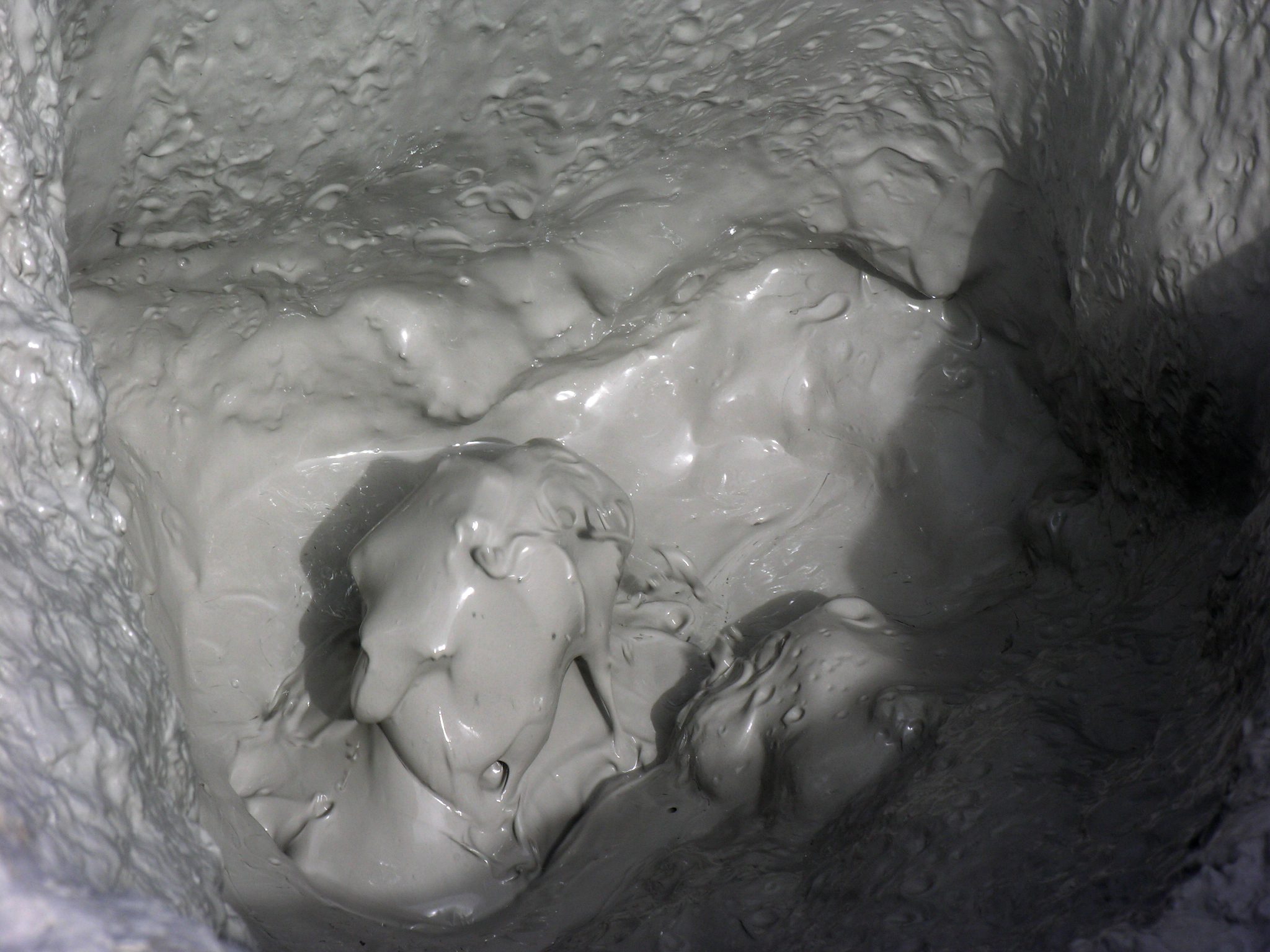
Mare de boue au Hengill.